# ジェーン・ブラロック対LPGA事件
ジェーン・ブラロック対女子プロゴルフ協会 (LPGA) 事件とは、1972年から1975年にかけて争われた、1972年のプロゴルフ界において起こった事件に関する民事訴訟。この年のダイナショアコルゲートウィナーズサークル大会で優勝した1ヵ月後、米国人女子プロゴルファーであるジェーン・ブラロックはブルーグラスインビテーショナル大会において、ボールマークの方法に関して誤った行為が観察された。これによりブラロックにはLPGAツアー理事会により罰金と出場停止処分が科せられ、これが広く報道された。直後にブラロックがこの出場停止処分に対してアンチトラスト法違反を主張して反訴を行った。
1973年6月、連邦判事チャールズ・A・モエ Jr. は「LPGA プレーヤーは LPGA のメンバーを処罰することはできない」、「（ブラロックの出場停止処分を行う）根拠がない」と判決した。翌年には出場停止によりブラロックが蒙った損害を賠償する命令も行われた。これに対してLPGAは控訴すると声明した。この訴訟で LPGA はコミッショナーの必要性を痛感し、その人選を行い、1975年7月にレイ・ボルプ (Ray Volpe) が指名された。ボルプのコミッショナー就任の1ヵ月後には LPGA はすべての控訴を取り下げブラロックと和解した。

## 背景
ジェーン・ブラロックは1945年9月19日にニューハンプシャー州ポーツマスで生まれた。13歳でゴルフを始め、1965年からの5年間連続でニューハンプシャーアマチュア大会優勝、さらに1968年のニューイングランドアマチュア大会にも優勝した。フロリダのローリンズカレッジに進学し1967年に歴史学の学位を取得して卒業した。LPGAでプレーするまでの間は高校の歴史教師をしていた。 
LPGA初戦は1964年のレディーカーリングイースタンオープンにアマチュア資格で出場したもので、この時の成績は33位タイだった。
1969年のバーディンズインビテーショナルにもアマチュア資格で出場し5位入賞した。
1969年後半にプロ転向し、この年のルーキーオブザイヤーを獲得した。1970年にはレディーカーリングオープンでプロとして初勝利した。1972年4月16日、その後女子メジャー大会となるダイナショアコルゲートウィナーズサークルの第1回大会に優勝。1ヵ月後のスズキゴルフインターナショナーレではキャシー・ウィットワースを破って優勝した。 

## 紛争の経緯

### トーナメント失格（1972年）
獲得賞金総額でトップに立った5月半ば、ケンタッキー州ルイビルで行われたブルーグラスインビテーショナル大会に出場した。第二ラウンド終了後、LPGA理事会はブラロックを呼び出し、彼女が当該大会で失格となったことを告げた。誤記のあるスコアカードに署名したことが理由で、罰金500ドルが科せられる、という。ブラロックのスコアカードは同伴競技者のアテスト署名もあったが、トーナメントディレクターのジーン・マコーリフ (Gene Mcauliff) は、ブラロックが17番グリーンでボールを正しくマークせず、そのことの罰則である2ストローク付加をスコアカードに記入するのを怠ったことが理由であると声明した。 
執行委員会の5名のメンバー（リンダ・クラフト、シャロン・ミラー、ジュディ・ランキン、シンシア・サリバン、ペニー・ザビチャス）はすべて現役のトーナメントプレーヤーだった。ブルーグラスインビテーショナルにおける執行委員会とブラロックの2者による最初の意見交換の後、27人の LPGA プレーヤーが「ブラロックに対してより厳しい措置を取ること」を求める文書に署名し、保護観察や当該トーナメント失格、罰金程度では不十分であると主張した。 

### 聴聞会と出場停止（1972年）
1972年5月20日、LPGA執行委員会は「組織の倫理規定と矛盾する行動をとった」ことを理由としてブラロックを1年間の出場停止とした。この決定の一報はレディーカーリングオープン1大会のみの出場停止のアナウンスの直後に発せられた。また、この時点でおよそ50,000ドルに達していた彼女のツアー賞金も凍結となった。 
執行委員会は出場停止処分を正当化する理由として、「直近の10日間で理事会と彼女は3度にわたる面談の機会を持ったこと、およびその面談で、ゴルフコースでルールに反することをしたと彼女が認めた」ことなどをプレスリリースとして発表した。スポーツイラストレイテッド誌によれば、執行委員会はこれに加えて「ブラロックは1年以上にわたり繰返し違反をしていた疑いを持たれていて、また、彼女はグリーン上に置いたマーカーの脇にボールを置きなおしていたというルイビルのギャラリーの目撃証言も得られた。そして彼女は涙ながらに罪を認めた、と補足説明したというが、ブラロックはこれらすべてを否定した」と伝えた。LPGA事務局長バド・エリクソンはブラロックに対して、出場停止で悪評が立つのを防ぐために腰痛を装ってはどうかと持ち掛けたが彼女はこれを拒絶したという。 

### 最初のアンチトラスト訴訟（1972年）
1972年6月1日、弁護士の助言により、誤った判断のために出場停止となったことを証明するため、ブラロックは LPGA に対してアンチトラスト（独占禁止）法を根拠とした総額500万ドルの反訴を行った。また、弁護士は、訴訟の継続中には彼女がトーナメントでプレーができるように動いた。彼らの主張としては、ブラロックはLPGAに対して罪を認めたことはなく、言葉上の誤解釈で謝罪したことにされた、と申し立てた。さらに、弁護士ユージン・パーテインは、これは他のプレーヤーが有力な競争相手を排除するため出場停止処分や請願行為を行っているものであり、これによって有力な競争相手をトーナメントから排除することは LPGA による連邦アンチトラスト法違反に当たる、と主張した。 
6月19日ごろ、アトランタの連邦地方裁判所でブラロックとLPGAが面談を行った。同じ月のうちに、チャールズ・A・モエ Jr. 判事は、訴訟が解決するまでブラロックがLPGAツアーに参加できるように求める申し立てを認め、実質的には出場停止処分に対する一時的な差止命令を行った。また、訴訟中に大会で獲得した賞金は裁判所に信託されることとした。この決定に対して LPGA は上訴すると発表した。 

### 同僚の最初の反応（1972）
申し立てられたルール違反の内容と出場停止の一報はマスコミの関心を引き、また、彼女の同僚らも様々な反応を示した。以前彼女のゴルフ指導者であったボブ・トスキは、彼自身はブラロックのルール違反を見たことはないとしながらも、「大会優勝へのプレッシャーが強くのしかかっていたのだろう、精神医学の助けが必要ではないか」、「しばらくこの種の違反をやっていたと他のプレーヤーも話している」と談話した。一方でスズキトーナメントにおけるブラロックのキャディーはブラロックを支持する証言をしてもよいと申し出た。男子プロゴルファーであるデイブ・ヒルは1971年に（男子）PGAをアンチトラスト法で訴えていたが、ブラロックに励ましの手紙を送った。1977年に出版されたヒルの回想録『Teed Off』のなかで、「プレッシャーを耐え忍んで素晴らしいプレーを継続できたことは特筆に値する。ブラロックが好プレーを続けているのを見て、何らかの病気の犠牲者でもない限り彼女は無実だと思うに至った」と書いている。 
女子ゴルファーであるサンドラ・パーマーはジョージワシントンゴルフクラシックでブラロックと首位を争ったが、この後の1972年7月8日以降ブラロックを公に擁護するようになった。マスコミに対して「彼女がルール違反をするのを見たことがないし、おそらく多くの人がそれをその目で見たということはないのだと思う。告発した選手のうち、ブラロックと実際に同じパーティーでプレーしたことがあるのはたったの一人か二人に過ぎない」と述べた。さらに、違反があれば観衆などからも指摘があるはずなのに、それがないのは不思議であるし、そもそもブラロックのスコアカードには何等のインシデント報告もなく同伴プレーヤーの署名が行われていることを指摘した。「ルール違反を目撃したら、それを報告するのに3年間待つ必要などどこにもありません（すぐ報告しなくてはならない）。スコアカードに署名したらルール違反した当人と同じく有罪でしょう」。 

### サンドラ・パーマーの保護観察処分（1972年）
1972年6月28日付のサラソタジャーナルは、ブラロックを擁護する発言をしたことで、サンドラ・パーマーが LPGA から警告を受けたと報道した。「意見を述べるのは自由だが、LPGAメンバーを傷つけたなら謝罪すべきだと考える」との内容だったという。LPGA 執行役員だったバド・エリクソンは後年、パーマーには今後ブラロックを擁護する発言をしないように命令したことを明かした。この警告はちょうどレディーペプシゴルフトーナメントの最中に行われ、直前の2大会にブラロックが連勝していた。1972年8月2日、パーマーは LPGA 執行委員会よりブラロックを支持する発言を理由として1年間の保護観察処分となった。ブラロックは同じ年にさらに2勝した（ダラスシビタンオープンとレディーエロルクラシック）。 

### 判決と和解（1973–75）
元のアンチトラスト提訴の後、ブラロックは内容を修正し、レディーカーリングトーナメントへの出場ができなかったことによる損害のみを請求するものとし、請求額は4,500ドルに減額された。 
1973年6月、モエ判事は「LPGAプレーヤー自身はそのメンバーを取り締まることはできない」との判決を下し、ブラロックの出場停止処分は「不当なもの」と宣告し、この件に関連する残り全ての訴訟は専ら損害金額の査定に集中することとなった。1973年9月、ザテレグラフ紙は、判決がブラロックに有利なものであったことを伝えるとともに、LPGA新会長に就任したキャロル・マンはLPGAにコミッショナー制度を導入することで罰則・罰金・出場停止措置などが行えるようにすることを検討中だとした。 
1974年8月、裁判所はブラロックの求めていた4,500ドル満額の損害賠償命令を下し、LPGAは控訴を検討すると声明した。その後、モエ判事は1975年3月に損害賠償金として13,500ドルと訴訟費用95,303ドルの支払いをLPGAに命じた。LPGAはこれまでの判決全体をまとめて控訴すると発表した。1975年7月8日にレイ・ボルプがLPGAの初代コミッショナーに指名されると、その一月後にはすべての控訴を取り下げジェーン・ブラロックと和解すると発表した。

## 余波
ブラロックは訴訟の和解後、元は自分の指導者であったボブ・トスキを含み彼女を批判した人々を非難しなかった。1978年に「彼らが私を批判したのと同じように私が彼らを非難してはいけないと思う」と記者に語った。「人生は短すぎて、悲しみが多すぎる。もう雑多なもので心を乱されたくない。集中できなくなるから」。トスキは1986年に彼自身のボールをマークする方法に関する論争に巻き込まれ、シニアPGAツアーを去ったが同年4月に復帰し、その後も数年間ツアーでプレーした。
ブラロックは1987年までツアーでプレーを続けた。プレーをやめたとき、27勝していた。彼女は4年連続で100,000ドル以上の賞金を獲得した初めての女子選手であり、全体の7番目に生涯賞金で100万ドルを達成した。1969年から1980年にかけて、ブラロックは出場した大会で連続299回の予選通過を果たし、この記録は現在でも破られていない。 
1976年、ブラロックは「女子マスターズ」開催を計画していたスポンサーをLPGAツアーが訴えた裁判ではLPGAを擁護する証言を行った。1981年には、マイアミヘラルド紙のコラムに、LPGAのツアー宣伝にセックスアピールが過剰であると不満を述べた。 
LPGAツアーで合計27勝したブラロックは2011年の基準によれば ほぼ世界ゴルフ殿堂入りすることが確実だった。だが、メジャー大会での優勝がなく、また、LPGAプレーヤーオブザイヤーとベアトロフィーを受賞したことがないため、最終的な殿堂入りの可否はベテランズ委員会の投票に付されることとなる。2018年の時点で、LPGAツアーで20勝以上を記録した選手で世界ゴルフ殿堂に入っていないのはブラロックただ一人である。主としてLPGAツアーでプレーした選手の中で、ホリス・ステーシーは2012年に殿堂入りし、ジュディー・ランキンやドナ・カポニはブラロックより勝利数が少ないにもかかわらずベテランズ委員会の投票で殿堂入りした。2001年に「殿堂入りせずにいることが私の心を癒してくれる。毎年私の名前が出てくるけれども毎年殿堂入りとはならない、さて今年はどんな理由なのかしらと想像をめぐらすのは楽しいこと」とも発言している。
2014年7月、彼女はレジェンドツアー殿堂入りを果たした。 